# 班圖 (種姓)
班圖，是北印度和北方邦一個賤民種姓。

## 起源
他們是北印度一個遊動群體，他們宣稱自己來自一位拉其普特王公普拉塔普·馬哈拉那手下的士兵，在反抗阿克巴失敗後逃入森林，以狩獵和搶劫為生。在英屬印度時代被登記為犯罪部落，一些人被發配安達曼群島。1952年被批准回北方邦，多數住在佈道恩縣。

## 現况
他們社區由七個外婚氏族構成，Gaado,Dholia,Cherele,Banswale,Dhapan,Sadheke,Mina、Marwari，氏族內嚴禁結婚。
他們從前是獵人和強盗，現在多数人是領日薪的勞工。